# Felice Farina

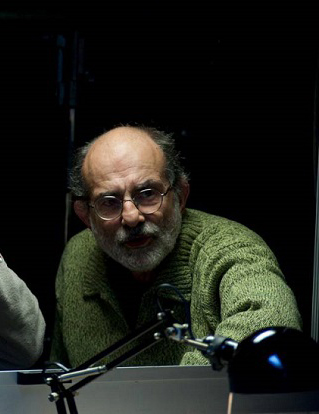
Felice Farina (2016)

Felice Farina (* 14. August 1954 in Rom; † 18. September 2023 ebenda) war ein italienischer Schauspieler, Drehbuchautor und Filmregisseur.

## Leben
Farina begann als Schauspieler in avantgardistischen Produktionen und verlegte sich dann als Mitarbeiter des Studios von Carlo Ventimiglia auf Arbeiten im Animationsfilm und auf optische Spezialeffekte. Nach dem Kurzfilm Il mentatore, den er im Jahr 1982 gedreht hatte, legte er sein Langfilmdebüt 1986 mit dem ungewöhnlichen Sembra morto… ma è solo svenuto vor, der zu seiner Zeit mit einer Aura des Boshaften recht einflussreich auf die Filmsprache anderer war. Auch Farinas nachfolgende Arbeiten wurden von der Kritik positiv aufgenommen.
1995 präsentierte Farina mit Eleonora Fiorini eine von Umweltschützern begrüßte Auseinandersetzung mit der Ökologie, Bidoni, in dem er auch eine der Hauptrollen spielte. Seine anderen Filme der 1990er Jahre drehte er für das italienische Fernsehen, für das er auch mit Bruno Corbucci die Sitcom Stazione di servizio entwickelt hatte. 1999 führte der Erfolg des mit Cochi Ponzoni und Renato Pozzetto verfilmten Nebbia in Val Padana zu acht Folgefilmen, ebenfalls für das Fernsehen.
Farinas Filme im neuen Jahrtausend konnten diesen Erfolg nicht wiederholen.
Neben seiner Arbeit an Spielfilmen drehte Farina auch Dokumentationen, arbeitete als Bildhauer und entwickelte technische Lösungen für Kameraprobleme.
Er verstarb am 18. September 2023 in Rom.

## Filmografie (Auswahl)
- 1986: So gut wie tot (Sembra morto… ma è solo svenuto)
- 1988: Sposi (eine Episode)
- 1989: Affetti speciali
- 1989: Stazione di servizio (Fernsehserie)
- 1991: Condominio
- 1992: Ultimo respiro
- 1993: Felipe ha gli occhi azzurri 2 (Fernseh-Miniserie)
- 1995: Alles Schwindel (Bidoni)
- 1996: Il caso Bozano (Fernsehfilm)
- 1998: Oscar per due (Fernsehfilm)
- 2000: Nebbia in Val Pardana (Fernsehfilm)
- 2003: Senza freni
- 2009: La fisica dell'acqua
- 2012: Monicelli: La versione di Mario (Dokumentarfilm, Ko-Regie)
- 2014: Patria
- 2018: Conversazioni atomiche